# 神探狄仁杰第四部 (电视剧)
《神探狄仁杰第四部》，原名称为《神探狄仁杰之琼花金人案》，後改名為《神探狄仁杰4》或稱《神探狄仁杰第四部情花金人案》
。由谭友业导演，梁冠华继续主演狄仁杰，但角色李元芳改由吴卓翰饰演，2013年11月开机，2014年1月杀青。於2017年3月23日在搜狐视频首播。
该剧的制作团队不同于之前的四部作品，发行商长江华晟公司在宣传时一开始称其为《神探狄仁杰第五部》，并且推出了《神探狄仁杰》官方英文名称“Detective Dee The 5th”（在Youtube，该系列剧被翻译成“Amazing Detective Di Renjie”）。
剧中金木兰再次出现，并成为徐敬业的妻子。剧中的金木兰年龄比第一部老很多，而且也与第二部中蛇灵的设定冲突。
第四部共分两个单元，分别为:
- 《琼花案》（江州案2，1～25集）
- 《金人案》（26～50集）